# Association sportive Tonnerre Football Club de Bohicon
Actualités
L'AS Tonnerre de Bohicon ou Association Sportive Tonnerre Football Club de Bohicon est un club béninois de football basé à Bohicon. Il joue au stade Paulin Tomanaga (stade municipal de Bohicon). 

## Histoire

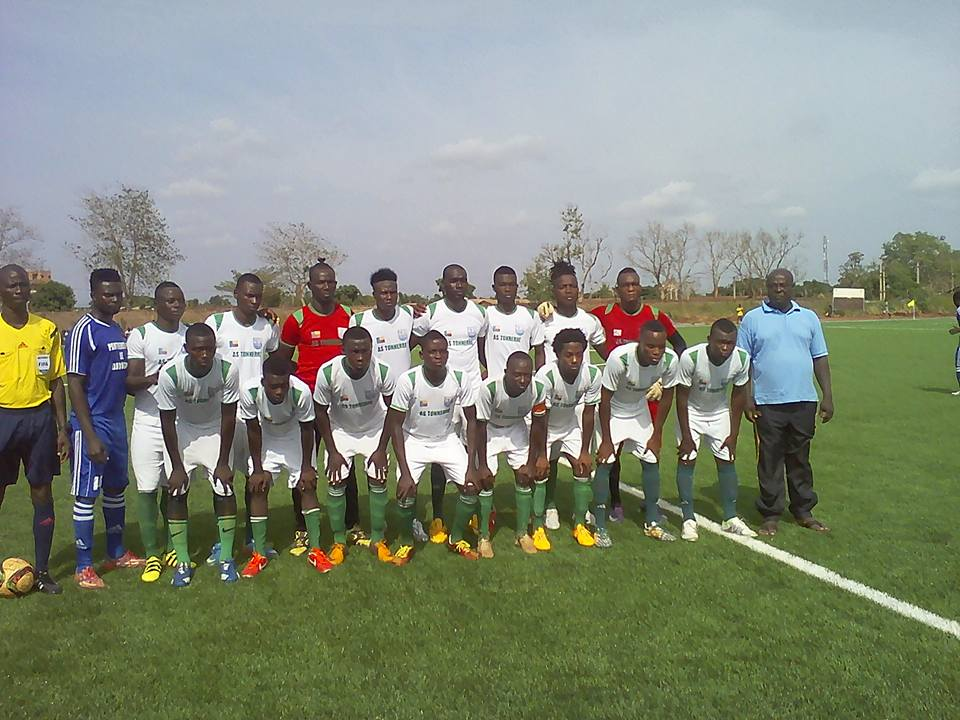
AS Tonnerre au stade municipal de Bohicon.

Le club est fondé le 26 décembre 1994 à Bohicon.

## Palmarès
- Championnat du Bénin
  - Champion : 2007

- Supercoupe du Bénin
  - Vainqueur : 2007

## Entraîneurs
- Nov. 2009-juin 2012 :  Kamel Djabour

## Anciens joueurs
- Djené Dakonam
- Jodel Dossou
- Mohamed Aoudou
- Jean Louis Pascal Angan